# Bồ câu vương miện Sclater
Bồ câu vương miện Sclater (Goura sclaterii) là một loài chim bồ câu lớn, sống trên cạn trong các khu rừng đất thấp phía nam của New Guinea. Loài chim bồ câu này trước đây được xem là cùng loài với loài bồ câu vương miện Scheepmaker (Goura scheepmakeri) cùng tên gọi là "bồ câu vương miện miền nam".

## Mô tả
Chim có bộ lông xám xanh với chiếc mào ren xanh lam rực rỡ, mống mắt đỏ và ngực hạt dẻ đậm. Cả hai giới đều có ngoại hình giống nhau. Chúng dài 66–73 cm (26–29 in) và nặng 2–2,24 kg (4,4–4,9 lb).